# سندگیت، کنت
سندگیت (به انگلیسی: Sandgate) یک روستا و محله مدنی در بریتانیا است که در Folkestone and Hythe واقع شده‌است. سندگیت ۴٬۶۳۹ نفر جمعیت دارد.